# Cardinals Bern Baseball und Softball Club
 (septembre 2023).
Les Cardinals Bern sont un club suisse de Baseball et de Softball basé à Berne, capitale de la Suisse.
Le club possède plusieurs équipes, en NLA (1re division), 1re Liga, ainsi qu'en softball.

## Histoire
Le club est fondé en 1986.

## Palmarès
- Champion de Suisse division NLA: 2001, 2005, 2006, 2007, 2008.
- Coupe de Suisse: 2001 et 2005.